# Ajuntament de Vinebre
L'Ajuntament de Vinebre és una obra de les darreres tendències de Vinebre (Ribera d'Ebre) inclosa a l'Inventari del Patrimoni Arquitectònic de Catalunya.

## Descripció
Situat a la plaça del Matadero, a la cantonada amb la travessa del Matadero.
Edifici cantoner de línies rectes i d'inspiració racionalista. Té la coberta plana i dos nivells d'alçat. A la planta baixa hi ha un espai obert a la cantonada sostingut per un pilar, en el qual hi ha les escales que permeten accedir a l'interior. Al primer pis, sobre d'aquest espai hi ha grans finestres quadriculades, una de les quals té sortida a un petit balcó. L'acabat exterior és arrebossat i pintat, amb un sòcol de pedra.